# Ty Segall

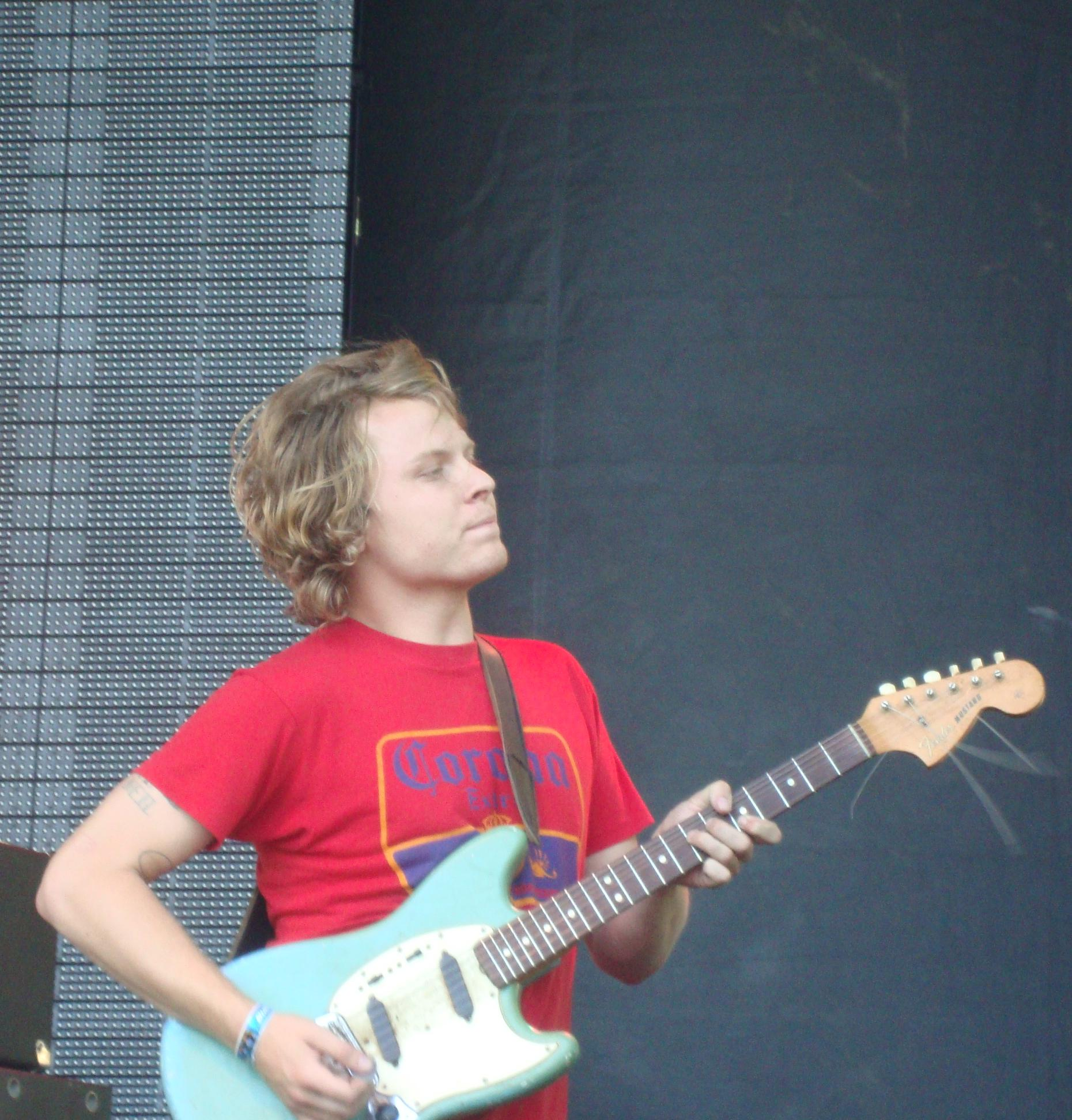
Ty Segall beim Bumbershoot Festival 2012

Ty Segall (* 8. Juni 1987 in Laguna Beach, Kalifornien) ist ein US-amerikanischer Musiker und Songwriter. Er singt und spielt Schlagzeug sowie Gitarre. Er hat bisher 14 Soloalben veröffentlicht und ist Mitglied in den Bands Fuzz, The Traditional Fools, Epsilons, Party Fowl, Sic Alps, The Perverts und der Ty Segall Band.

## Karriere
Segalls Karriere begann als Teilzeit-Musiker in verschiedenen Underground-Bands im Orange County und der Gegend um die San Francisco Bay, bevor er dann 2008 seine Solo-Karriere startete. So spielte er zunächst Schlagzeug in einer No-Wave-Band, bevor er dann an die Gitarre bei den Epsilons wechselte.
Segalls erste Solo-Veröffentlichung war die Kassette Horn The Unicorn, erschienen auf dem Wizard Mountain-Label (später von HBSP-2X auf Vinyl wiederveröffentlicht). Zur gleichen Zeit hat Wizard Mountain auch eine Split-Kassette namens Halfnonagon veröffentlicht, auf der Segall sowie die Band Superstitions vertreten waren.
Segalls nächstes Album, das 2008 auf Castle Face Records veröffentlicht wurde, hieß Ty Segall. Darauf folgte eine Reihe limitierter 7"-Singles und eine Split-LP mit der Band Black Time. 2009 erschien auf Goner Records das Album Lemons und erhielt sehr gute Kritiken. Daraufhin folgte wieder eine Reihe erfolgreicher limitierter 7"-Singles und zusammen mit Mikal Cronin die LP Reverse Shark Attack.
2012 erschienen dann drei Alben: zusammen mit White Fence Hair, erschienen im April; Slaughterhouse, aufgenommen mit seiner Tour-Band, erschienen am 26. Juni.; und ein Solo-Album, Twins, erschienen am 09. Oktober. Daraus wurden zwei Singles ausgekoppelt: The Hill und Would You Be My Love?
Auf seine sechste LP Twins angesprochen, äußerte Segall: "Ich will ein totales glam Stooges-trifft-Hawkwind oder Sabbath-Ding machen, so was in dieser Art. Ich denke, das wäre ein großer Spaß. Ich möchte Menschen irritieren. Ich möchte eine wirklich heftige Platte machen: böse, böser Space Rock. Füg' ein wenig Satan hinzu und du hast den Sound."
2013 hat Segall ein neues Projekt namens Fuzz begonnen und drei 7"-Singles veröffentlicht. Die Fuzz-LP wurde im Mai aufgenommen und am 1. Oktober 2013 auf In The Red Records veröffentlicht. Im selben Monat gab Segall die Veröffentlichung seines neuen Studio-Albums Sleeper bekannt, das am 20. August (bzw. am 19. August im UK) auf Drag City Records erschienen ist und in den Kritiken hochgelobt wurde.
Am 29. August 2014 erschien sein Album Manipulator. Darauf folgten die EP Mr. Face, sowie eine zweite Fuzz-LP namens II, welche im Oktober 2015, wie bereits ihr Vorgänger, auf In The Red Records veröffentlicht wurde.

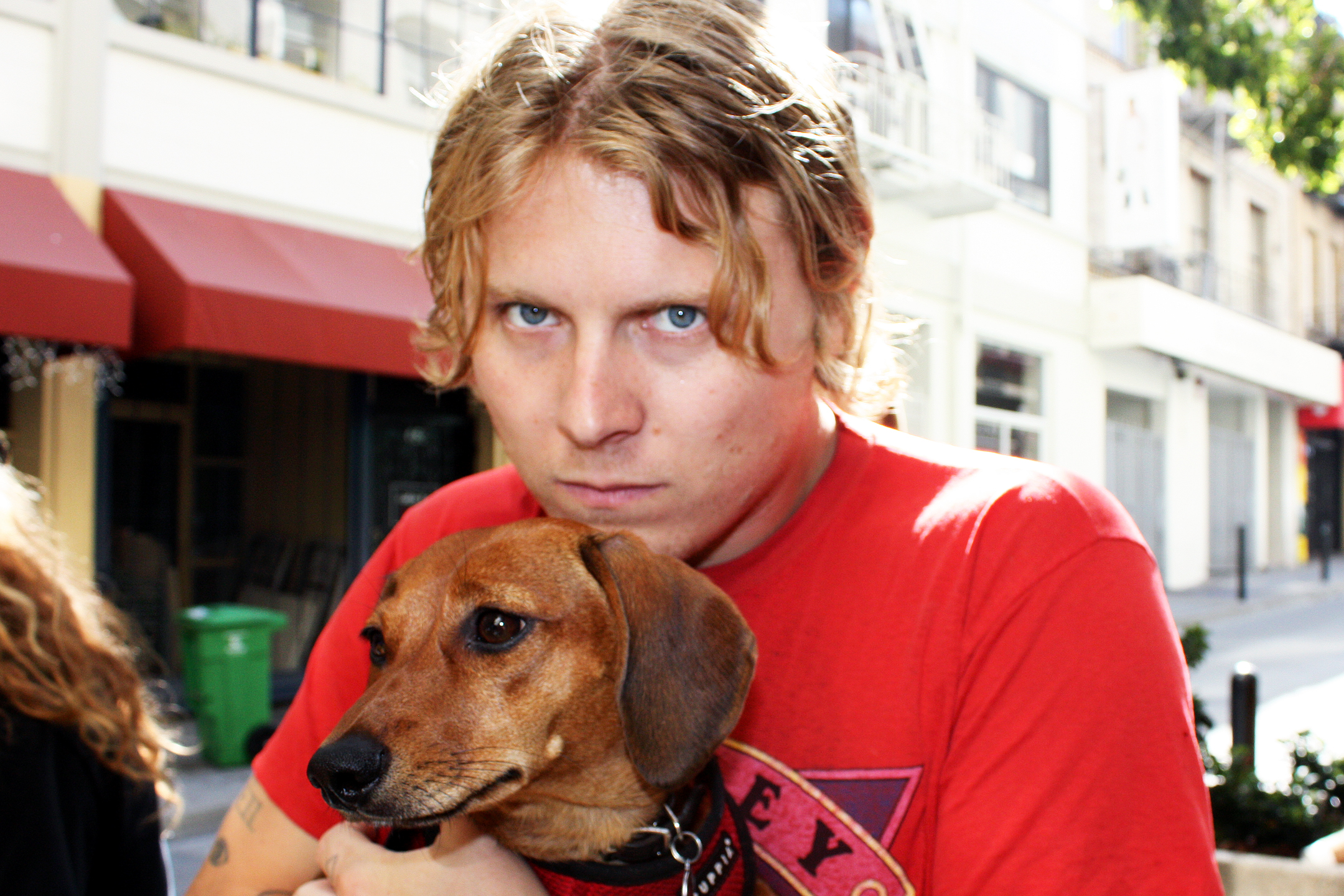
Ty Segall mit seiner Hündin 'Fanny', 2016

Im November 2015 kündigte Segall ein neues Studio-Album mit dem Titel Emotional Mugger an, indem er Pitchfork eine VHS-Kassette zukommen ließ. Infolgedessen wurde die Website www.emotionalmugger.com kreiert, wo sich unter anderem Videos finden, in denen Segall das Konzept des "emotional mugging" erklärt oder erstmals seine neue Begleitband, die "Muggers", zu sehen sind, wie sie mit Segall zusammen den Song Candy Sam spielen. Die Band bestand dabei aus Mikal Cronin (Bass, Saxophon), Kyle Thomas (Gitarre), Emmet Kelly (Gitarre) sowie Cory Hanson (Keyboards, Gitarre) und Evan Burrows (Schlagzeug) der Band Wand. Bei einem Großteil der Live-Auftritte zu Emotional Mugger trug Segall eine Baby-Maske und schlüpfte in sein neues Alter Ego "Sloppo".
Segall's neuntes Studio-Album, Ty Segall, wurde im November 2016 angekündigt. Nach seinem Debütalbum im Jahr 2008 war dies das zweite Album mit diesem Titel. Noch im November wurde die erste Single, Orange Color Queen, veröffentlicht. Im Januar 2017 folgte die Veröffentlichung des Songs Break A Guitar. Aufgenommen und produziert wurde das Album gemeinsam mit Steve Albini, welcher bereits mit Bands wie Nirvana oder den Pixies gearbeitet hat. Segall's neue Begleitband für die anschließende Tour, mit welcher er auch das Album aufnahm, nannte sich nun "The Freedom Band".
Am 26. Januar 2018 erschien Freedom's Goblin, ein weiteres Album welches gemeinsam mit der "Freedom Band" entstand. Angesprochen auf das Album sagte Segall: "Die Idee hinter dem Album war es, so abwechslungsreich und willkürlich wie möglich zu sein." Ebenfalls im Jahr 2018 erschienen Joy, welches das zweite Album gemeinsam mit White Fence ist, sowie Fudge Sandwich, ein Coveralbum, unter anderem mit Songs von John Lennon, Neil Young und Grateful Dead.
Im Jahr 2019 erschien zunächst Deforming Lobes, ein Livealbum, welches im Januar 2018 in Los Angeles aufgenommen wurde. Am 2. August 2019 erschien First Taste, ein Album, welches - untypisch für Segall - komplett auf Gitarren verzichtet. Im Oktober kündigte Segall noch eine Kompilation von Demoaufnahmen aus dem Zeitraum von 2007 bis 2017 an, welche am 1. November unter dem Titel Pig Man Lives Volume 1 als Boxset erschien.
2020 veröffentlichte Segall gemeinsam mit Brian Chippendale von Lightning Bolt unter dem Namen Wasted Shirt das Album Fungus II im Februar. Weiterhin erschien am 23. Oktober 2020, nach einer fünfjährigen Pause,  das dritte Album von Fuzz, III.

## Musikstil und Equipment
Ty Segalls Musik kombiniert häufig viele verschiedene Genres, z. B. Garage Rock, Punkrock, Psychedelic Rock, Noise-Rock und Glam Rock, aber auch Heavy Metal und Classic Rock. In Interviews hat Segall Hawkwind als seine Lieblingsband angegeben. Glam-Rock-Künstler wie David Bowie oder Marc Bolan hatten einen großen Einfluss auf Segalls frühe Karriere, ebenso Hard Rock und Punk-Bands wie Black Sabbath, KISS, The Stooges und Black Flag (besonders auf die Ty-Segall-Band). Im Laufe der Zeit wurde Segalls Stil ruhiger, z. B. auf dem Album Goodbye Bread and Sleeper, das Einflüsse aufweist von Neil Young, den Byrds, der West Coast Pop Art Experimental Band, den Beatles (Segalls Stimme wurde sogar mit der von John Lennon auf einigen seiner Alben verglichen) und den frühen T. Rex (als diese noch unter Tyrannosaurus Rex firmierten). Eine große Inspiration kommt auch aus der Garage- und Indie-Rock-Szene aus San Francisco. Hier führt Segall Bands wie Thee Oh Sees (er ist mit dem Sänger John Dwyer befreundet), Sic Alps und White Fence (mit beiden hat Segall schon zusammengearbeitet) an.
Ty Segall nutzt hauptsächlich Fender-Gitarren zusammen mit Fender-Verstärkern. Bekannte Gitarren, die er gespielt hat, sind eine Fender Jaguar (Farbe: sunburst) und eine Fender Mustang (Farbe: seafoam green). Sein Haupt- und manchmal einziges Effektgerät ist ein Death-By-Audio-Fuzz-War-Pedal. Death By Audio hat 2013 sogar ein von Segall inspiriertes und von ihm signiertes Hall-Pedal hergestellt: das Death by Audio Sunshine Reverberation Pedal. Es wurden lediglich 100 Stück gefertigt.

## Diskografie

### Als Ty Segall

#### Studioalben
- Horn the Unicorn (Original Release) - Cassette (2008; Wizard Mountain)
- Ty Segall (Cassette/LP 2008, Burger Records für die MC / Castle Face für die LP)
- Lemons (CD/LP 2009, Goner Records)
- Melted (CD/LP 2010, Goner Records)
- Goodbye Bread (CD/LP 2011, Drag City)
- Slaughterhouse (als Ty Segall Band) (CD/LP 2012, In the Red Records)
- Twins (MC/CD/LP 2012, Drag City)
- Sleeper (MC/CD/LP 2013, Drag City)
- Manipulator (MC/CD/LP 2014, Drag City)
- Emotional Mugger (2016, Drag City)
- Ty Segall (2017, Drag City)
- Freedom's Goblin (2018, Drag City)
- Fudge Sandwich (CD/LP 2018, In the Red Records)
- First Taste (2019, Drag City)
- Harmonizer (2021, Drag City)
- Hello, Hi (2022, Drag City)
- Three Bells (2024, Drag City)

#### Livealben
- Live in Aisle Five (LP 2011, Southpaw Records)

#### Weitere Soloalben
- San Francisco Rock Compilation or Food or Weird Beer From Microsoft (limitiert auf 350 Stück) (MC/LP 2010, God? Records für die MC (2011); Social Music Records für die LP)
- Gemini (Demo-Version von Twins) (LP 2013, Drag City-Sea Note)

#### Split-Alben
- Halfnonagon (mit Superstitions) (MC 2008, Wizard Mountain)
- Swag / Sitting In The Back Of A Morris Marina Parked At The Pier Eating Sandwiches Whilst The Rain Drums On The Roof (mit Black Time) (LP 2009, Telephone Explosion Records)

#### Singles und EPs
- Skin (7" 2008, Goodbye Boozy Records)
- It (7" 2008, Chocolate Covered Records)
- Cents (7", 2009, Goner Records)
- Universal Momma (7", 2009, True Panther)
- My Sunshine (7", 2009, Trouble In Mind)
- Caesar (7", 2010, Goner Records)
- Ty Rex EP (12", 2011, Goner Records)
- I Can't Feel It (7" 2011, Drag City)
- Spiders (7" 2011, Drag City)
- The Hill (7" 2012, Drag City)
- Would You Be My Love? (7" 2013, Drag City)
- Ty Rex II EP (7" 2013, Goner Records)
- Mr. Face EP (7" 2015, Famous Class)
- Sentimental Goblin (7" 2017, Suicide Squeeze Records)
- Fried Shallots (12" 2017, Drag City)

#### Split-Singles und -EPs
- The Drag / Maria Stacks (mit Thee Oh Sees) (7" 2009, Castle Face)
- 4 Way Split (mit CoCoComa, The White Wires & Charlie and The Moonhearts) (7" 2010, Trouble In Mind)
- GonerFest Seven Golden Ticket Record (mit Armitage Shanks, UV Race & Strapping Field Hands) (7" 2010, Goner Records)
- Diamond Way / My Head Explodes (mit JEFF the Brotherhood) (7" 2010, Infinity Cat Recordings)
- Bruise Cruise Vol. 1 (mit Thee Oh Sees) (7" 2010, Bruise Cruise Records)
- LAMC #7 (mit Chad & The Meatbodies) (7" 2012, Famous Class Records)
- Tour Split (mit Feeling of Love) (7" 2012, Permanent Records)

#### Kompilationen
- Horn the Unicorn (Wiederveröffentlichung mit zusätzlichen Stücken) (LP 2009, HBSP-2X)
- Ty Segall & Lemons (MC 2010, Burger Records)
- $ingles (MC 2010, Psychic Snerts)
- Singles 2007–2010 (Doppel-LP/-CD 2011, Goner Records)
- Pig Man Lives Volume 1 (4xLP 2019, Sea Note)

#### Beiträge zu Kompilationen
- Yeti Eight (Titel: 2 - Lovely One (Demo)& 16 - I Think I've Had It) (CD 2009, Yeti Publishing LLC)
- Our Boy Roy (Titel: Pretty Woman) (LP 2010, Telephone Explosion Records)
- In a Cloud: New Sounds of San Francisco (Titel: Hey Big Mouth) (LP 2010, Secret Seven Records)
- Stuffs Vol. 1 (Titel: Flys Better) (LP 2010, Compost Modern Art Recordings)
- Live at the Empty Bottle (Titel: Girlfriend (live)) (LP 2012, Shimby Presents)
- Live at Death By Audio 2012 (Titel: Imaginary Person (live)) (7" Flexidisc-Buch 2013, Famous Class Records)

### Ty Segall und Mikal Cronin

#### Alben
- Reverse Shark Attack (MC/LP 2009, Burger Records für die MC / Kill Shaman Records für die LP)

#### Singles und EPs
- Pop Song (7" 2009, Goodbye Boozy Records)

#### Kompilationen
- Group Flex (Titel: Fame; Suffragette City) (6fach Flexidisc-Buch 2011, Castle Face)

### Ty Segall und White Fence

#### Alben
- Hair (CD/LP 2012, Drag City)
- Joy (CD 2018, Drag City)

### Ty Segall und Freedom Band

#### Alben
- Deforming Lobes (MC/CD/LP 2019, Drag City)
- Levitation Sessions (MC/LP 2021, The Reverberation Appreciation Society)

### MitEpsilons

#### Alben
- Evil Robots (CD/EP 2005, Modern Sleeze)
- Epsilons (CD/LP 2006, Retard Disco für die CD / Young Cubs für die LP)
- Killed 'Em Deader 'N A Six Card Poker Hand (CD/LP 2007, Retard Disco für die CD / HBSP-2X für die LP)

#### Split-Singles und -EPs
- Epsilons / Hips (7" 2006, olFactory Records)

### MitFuzz

#### Alben
- Fuzz (LP 2013, In the Red)
- II (Double LP 2015, In the Red)
- III (LP 2020, In the Red)

#### Singles und EPs
- This Time I Got a Reason/Fuzz's Fourth Dream (7" 2013, Trouble in Mind)
- Sleigh Ride/You Won't See Me (7" 2013, In the Red)
- Sunderberry Dream/21st Century Schizoid Man (7" 2013, In the Red)

### MitParty Fowl

#### Singles und EPs
- Party Fowl (7" 2008, Post Present Medium)
- STD's (7" 2008, Goodbye Boozy Records)

#### Beiträge zu Kompilationen
- Scum Fuck Revolt - A GG Allin Tribute (Titel: Die When You Die) (CD 2006, Husk Records)
- Washed Shores (Titel: Portage 53) (MC 200?, Seafoam Records)

### MitThe Perverts

#### Singles und EPs
- The Perverts (7" 2009, HBSP-2X)

### MitThe Traditional Fools

#### Alben
- The Traditional Fools (LP 2008, Wizard Mountain/Make A Mess Records)

#### Singles und EPs
- The Primate Five vs The Traditional Fools (With The Primate Five) (7" 2007, Goodbye Boozy Records)